# Ислам в Хорватии
Ислам в Хорватии появился в Средневековье, благодаря мусульманской Османской империи. В настоящее время мусульмане составляют приблизительно 1,47 % населения Хорватии.

## История
Мусульманская Османская империя владела частью Хорватии с XV до XIX столетия и оставила глубокий отпечаток. Некоторые хорваты перешли в ислам. Продвижение Османской империи в Европе было остановлено на хорватской земле, которая в каком-то смысле может быть расценена как «исторические ворота европейской цивилизации». С 1519 года в Западной Европе Хорватия была известна как «авангард христианства» (лат. Antemurale Christianitatis), такое название дал стране Папа Римский Лев X.

### Хорватские мусульмане
Исторические имена многих чиновников в Османской империи показывают их происхождение (Хирват (Hirwat) = Хрват (Hrvat) или Хорват (Horvat), что является хорватским названием для хорвата): Махмут Паша Хирват (= Хрват), Рустем Паша Хрват, Пи(я/джа)ли Паша Хрват, Си(я/джа)вус Паша Хрват и т. д. В XVI столетии путешественник и писатель Марко А. Пигаффетта писал, что почти каждый на турецком суде в Константинополе знает хорватский язык, а особенно солдаты. В своём труде «Маршрут» (итал. Itinerario), изданном в Лондоне в 1585 году Марко Пигаффетта говорил: «В Стамбуле вполне обычно говорить на хорватском языке, языке, который понятен почти всем турецким официальным лицам, особенно военным».
Это может быть подтверждено одним фактом: в 1553 году епископ Антун Вранчич и дипломат Франьо Зай совершили визит в Стамбул в качестве посланников хорватско-венгерского короля с целью обсудить мирный договор с Османской империей. Во время переговоров они беседовали с Рустем Пашой Хрватом, который сначала общался на турецком языке через переводчика, однако, затем прервал переводчика и спросил на хорватском языке, говорят ли Зай и Вранчич по-хорватски? Получив утвердительный ответ, Рустем Паша отослал переводчика и продолжил общение с ними на хорватском языке в течение всего процесса переговоров.
Во время Второй мировой войны муфтием Загреба был Исмет Муфтич, занимавший эту должность с 1917 года. В 1945 году он был повешен партизанами Тито перед входом в свою мечеть.

## Статистика
На территории современной Хорватии мусульмане впервые были официально зарегистрированы по переписи 1931 года: 1239 из них жили в Загребе, а их общее число в Хорватии составляло приблизительно 4000.
Данные следующих переписей, регистрировавших мусульман:
- 1948 год — 1077 человек
- 1953 год — 16 185
- 1961 год — 3113

После 1971 года, когда в СФРЮ мусульмане были официально признаны в качестве национальности, данные переписей были следующие:
- 1971 год — 18 487 человек
- 1981 год — 23 740
- 1991 год — 43 486

Основываясь на данных переписей с 1931 до 1961 год, можно сделать вывод, что определённое число мусульман в Хорватии заявляло себя хорватами или югославами. Их число увеличивалось по причине иммиграции из Боснии и Герцеговины.

### Современное состояние
Согласно переписи 2011 года, население Хорватии составляет 4 284 889 человек, из них мусульмане составляют 1,47 % (62 977).
Хорватское южнославянское мусульманское сообщество по переписи 2001 состоит из:
- ≈ 20 000 заявляющих себя как мусульмане по национальности;
- ≈ 20 000 заявляющих себя как бошняки;
- ≈ 10 000 считающих себя хорватами исламской веры.

Популяция других мусульманских меньшинств в Хорватии по переписи 2011 года:
- Турки — 343

Популяция других меньшинств в Хорватии, которые имеют значительное количество мусульман по переписи 2001 года:
- Цыгане: 9463 (0,21 %)
- Албанцы: 15 082 (0,34 %)

## Ислам сегодня
Загреб — столица Хорватии — имеет одну из самых больших и самых красивых новых мечетей в Европе, хотя во времена Османской империи в Загребе не было ни одной мечети.
Лидером мусульманского сообщества Хорватии и муфтием Загреба является имам Шевко Омербашич.
В 2013 году было завершено строительство новой мечети в городе Риека, которая сооружена в соответствии со средиземноморским стилем территории. Мусульмане также планируют строить мечеть в Дубровнике на вершине горы позади старого города. Местный совет, однако, отклонил эту идею и предложил строить мечеть позади горы, что, в свою очередь, было отвергнуто мусульманским сообществом. Мусульманское сообщество также планирует строить мечети в Осиеке и Сисаке, рассматривает вопрос с возведением мечети и в Карловаце.